# OTOMATIC
L'OTOMATIC (OTO Main Anti-aircraft for Intercept and Combat) è stato un semovente antiaereo (SPAAG) sviluppato privatamente dalla OTO Melara e armato con un singolo cannone navale Otobreda 76mm Super Rapido e rimasto allo stadio di prototipo.  Il semovente era concepito per la difesa delle truppe terrestri da attacchi aerei nell'area del campo di battaglia, il contrasto agli elicotteri e agli aerei da attacco e ai missili controcarro, l'ingaggio di veicoli terrestri leggermente blindati.

## Storia

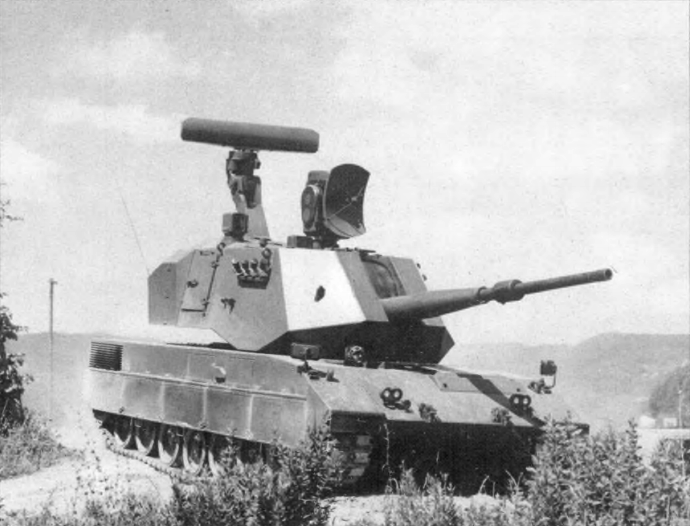
Il semovente d'artiglieria OTOMATIC.

La torretta del semovente d'artiglieria OTOMATIC.

Nel 1983 la OTO Melara avviò lo sviluppo di un nuovo  semovente antiaereo basato sullo scafo del semovente d'artiglieria OTO Melara Palmaria, derivato dal carro armato OF-40, e armato con un cannone di derivazione navale Otobreda da 76 mm Super Rapido. Il nuovo veicolo fu designato OTOMATIC (OTO Main Automatic Tank for Intercept and Combat) e grazie alla notevole cadenza di tiro assicurava una notevole flessibilità di impiego sul campo di battaglia. L'elevata velocità iniziale del proiettile da 76 mm, e la traiettoria tesa consentivano sparate contro veicoli corazzati un proiettile APFSDS capace di perforare 150 mm di acciaio a 2.000 m di distanza. La gittata era di 6.000 m contro velivoli ed elicotteri, ed era possibile sparare a colpo singolo o a raffiche di 5-6 colpi alla cadenza di 120 colpi al minuto. La velocità iniziale per un proiettile HE era di 910 m/s, e consentiva di ingaggiare i nuovi elicotteri d'attacco sovietici Mil Mi 24 dotati di missili controcarro a grande gittata. La dotazione elettronica era, all'epoca, di assoluta avanguardia, contando su un radar di scoperta ed uno di inseguimento, e dispositivi di puntamento optoelettronici che consentivano al veicolo oltre al tiro contro i velivoli, anche capacità di avvistamento di elicotteri in "hovering" a bassissima quota.
Il cannone  Otobreda 76 mm Super Rapido calibro 76/62 mm aveva proiettili dotati radiospolette appositamente studiate per il contrasto ai missili antinave, con buona proiezione di schegge delle granate, ed era prevista l'intercettazione di missili e armi lanciati da aerei e elicotteri. L'arma era stabilizzata su due assi per consentire il fuoco anche in movimento. Per evitare di danneggiare lo scafo, la canna del cannone aveva un rinculo molto elevato. Un grande estrattore di fumo era posizionato al centro della canna per evitare che i gas generati dallo sparo entrassero nella camera di combattimento e intossicassero l'equipaggio. Il munizionamento verteva su proiettili APFSDF pesante 9,1 kg (2,175 il proietto), HE multiruolo (HISP-PFF) pesanti 12,2 kg (6,3 kg il proietto) e con spoletta a percussione o ritardata, e pre-frammentati (MOM-PFF) pesanti 11,6 kg (5,25 kg il proietto) equipaggiati con spoletta di prossimità. La gittata utile era di 6 km orizzontali e 3 km verticali nel tiro contraereo e 2,5 km nel tiro controcarro. La gittata massima era pari a 16 km. La capacità massima di trasporto del munizionamento era di 90 colpi inclusi gli APFSDS, con 26 e 3 pronti al fuoco, 16 e 0 stivati nello scafo e 36 e 9 nella torretta. I bossoli esplosi venivano espulsi dalla parte anteriore della torretta tramite un portello collocato sotto il cannone. Appositi veicoli trasporto munizioni potevano rifornire rapidamente il semovente; in caso di emergenza le operazioni di tiro e caricamento potevano essere effettuate manualmente.  Il cannone aveva una elevazione di +60°/-5°, mentre la velocità di brandeggio angolare era di 70° al secondo. L'armamento secondario era composto da una mitragliatrice MG 42/59 calibro 7,62 mm NATO posta esternamente, e di due batterie, ognuna su quattro tubi, per lancia-nebbiogeni Wegmann da 76 mm.
L'OTOMATIC era equipaggiato con due radar un SMA VPS-A05  e un VPS A-06  dotati di antenne ribaltabili per contenere l'altezza del veicolo nel corso dei trasferimenti e sul campo di battaglia quando non vi era minaccia aerea. Le antenne erano ricoverabili all'interno del guscio corazzato della torretta, al fine di rendere più difficile la scoperta del veicolo da parte dell'avversario. Il radar,  di scoperta/acquisizione con IFF (Identification friend or foe, identificazione amico/nemico) aveva portata superiore ai 15 km (8 contro gli elicotteri), e il tempo di reazione tra la scoperta e l'apertura del fuoco era di sei secondi. Il radar di avvistamento funzionava anche con il semovente in movimento, mentre l'apertura del fuoco in regime automatico avveniva a veicolo fermo. L'acquisizione e l'ingaggio di bersagli aerei poteva avvenire tramite un sistema passivo ottico (OES), indipendente dal quello attivo elettronico. La centrale di tiro elettronica poteva ricevere informazioni via data link da sistemi esterni di sorveglianza aerea, estendendo così l'area di controllo.  Per il tiro contro bersagli terrestri era disponibile per il capocarro un periscopio optronico panoramico di ricerca Galileo SP-T 694, e un'ottica di puntamento stabilizzata per il cannoniere, con telemetro laser e telecamera a luce diurna. Il servente disponeva di due iposcopi VO/IL 186 posti davanti al proprio portello. A sinistra del pilota si trovava un generatore ausiliario (APU) che manteneva il veicolo operativo anche quando il motore era spento.
Il motore era una copia costruita su licenza dell'MTU MB 838 CA M500, 10 cilindri con una potenza massima di 830 CV. Il carburante consisteva in 1.000 litri di gasolio immagazzinati in due serbatoi da 500 litri nei lati del vano motore. L'autonomia  era di 500 km su strada e la velocità massima di 65 km/h.
L'equipaggio era composto da quattro persone, pilota, servente e due addetti alla strumentazioni radar che svolgevano entrambi le funzioni di puntamento e apertura del fuoco.
La corazzatura frontale era concepita per resistere al tiro delle mitragliatrice Rheinmetall Rh 202 da 20 mm sparante da 100 di distanza. Il veicolo è dotato di protezione NBC e sistemi automatici di soppressione degli incendi.

## Utilizzo

Il prototipo OTOMATIC su scafo Leopard 1A-2, senza minigonne laterali.

Il prototipo dell'OTOMATIC fu presentato all'esposizione dell'Esercito Italiano denominata "Etruria 87" presso il poligono di Monte Romano.
Una torretta OTOMATIC (designata HEFAS 76-L1) fu installata sperimentalmente sullo scafo di un MBT Leopard 1A-2 con cui l'Esercito Italiano ha condotto alcune sperimentazioni nel corso del 1991. Le modifiche riguardavano solo l'istallazione del magazzino munizioni, dell'APU e del sistema di navigazione. Con il motore da 830 CV la velocità massima era di 60 km/h. Le minigonne laterali presenti sul prototipo originale dell'OTOMATIC, poste a protezione dei cingoli, non furono mai installate.  Tale versione fu proposta, senza successo, all'esercito tedesco.
La fine della guerra fredda e l'elevato costo del veicolo, sei miliardi di lire cadauno, portarono l'Esercito Italiano a rivedere il progetto di acquisizione per 60-80 esemplari, a favore dell'acquisto, per  800 miliardi, di 275 semoventi contraerei SIDAM 25 su scafo M113.
La progettazione compatta dell'alimentazione del cannone da 76 mm è servita se non altro come base per la progettazione della nuova torretta sovrapponte del cannone OTO, che non richiede perforazione dello stesso e consente 50 colpi anziché 80 come nel tamburo normale di alimentazione.

### Annotazioni
1. ↑  Il VPS-A05 aveva una portata minima di 500 m e una massima di 20 km contro qualsiasi tipo di aereo che viaggiasse a una velocità minima di 36 km/h e massima di 3.600 km/h, una radio a 360° (scansionabile in 1 secondo) e poteva tracciare 24 bersagli alla volta.
2. ↑  Funzionante in banda Ka, non poteva acquisire i bersagli da solo, ma poteva tracciarli e posizionarli sugli schermi radar del servente e del capocarro. Il suo raggio di tracciamento era di 180°, la portata minima era di 75 m mentre la massima contro aerei ed elicotteri era di 20 km. La velocità minima di ingaggio era di 54 km/h, mentre la massima era di 3.600 km/h. Il radar era molto preciso, riuscendo a identificare la posizione di un bersaglio di 2 m di dimensione a una distanza di 10 km e a tracciarlo senza problemi entro un'elevazione compresa tra -5° e +80°.
3. ↑  Opzionalmente era disponibile un sistema ottico di avvistamento notturno FLIR a infrarossi passivi.

### Fonti
1. ↑  Cappellano, Esposito, Guglielmi 2019, p.29.
2. 1 2 3 4  Baer 1989, p.43.
3. 1 2 3 4 5 6 7 8 9  Tanks Encyclopedia.
4. 1 2 3 4  Cappellano, Esposito, Guglielmi 2019, p.25.
5. ↑  Baer 1989, p.42.
6. 1 2  Cappellano, Esposito, Guglielmi 2019, p.27.
7. 1 2 3 4 5 6 7  Cappellano, Esposito, Guglielmi 2019, p.28.
8. 1 2  Baer 1989, p.44.
9. 1 2 3 4 5 6 7 8 9 10 11  Cappellano, Esposito, Guglielmi 2019, p.31.
10. 1 2 3 4 5 6  Cappellano, Esposito, Guglielmi 2019, p.30.
11. ↑  Military Today.